# Maximilien Ringelmann
Maximilien Ringelmann (10 de diciembre de 1861, París– 2 de mayo de 1931, París) fue un profesor francés de ingeniería agrícola e ingeniero agrónomo ingeniero  que estuvo implicado estudio científico y el desarrollo de maquinaria agrícola
Los intereses de Ringelmann  eran muy variados:  estudio y desarrallo la llamada escala de Ringelmann, utilizada todavía para medir la contaminación que supone el humo producido en la combustión. También descubrió el denominado efecto Ringelman, que muestra como en el trabajo en grupos el esfuerzo, y por tanto, el resultado del trabajo de cada uno de los componentes del grupo, disminuye en la medida en que aumenta el número de las personas que componen el grupo 

## Educación
Después de graduarse en varias escuelas públicas de París, Ringelmann estudió en el Institute National Agronomique (Instituto Nacional de Agronomía), donde  se mostró como un estudiante excepcional. Él siguió también algunos cursos de Hervé Mangon sobre  ingeniería rural en el Conservatoire National des Arts et Métiers (Conservatorio Nacional de Artes y Oficios). Charles-François Hervé Mangon (1821-1888) se había formado como ingeniero civil, pero su interés se centró en la agricultura, donde  estudio riego, drenaje, fertilizantes, etc.
Ringelmann asistió también a cursos en la École Nationale des Ponts et Chaussées (Escuela Nacional de Puentes y Carreteras), una escuela de ingeniería civil.

## Carrera
En 1881, Ringelmann comenzó a dirigir un  curso en ingeniería rural en el École Nationale d'Agriculture (Escuela Nacional de Agricultura) en Grand Jouan, Nozay, Francia. En 1883,  contribuyó con una columna semanal en la Revista d'Agricultura Pratique (Revista de Agricultura Práctica).
En aquellos años, el desarrollo de maquinaria agrícola había sido en gran producida por aficionados. Eugène Tisserand, un director en el Ministerio de Agricultura, quiso aplicar una aproximación científica al desarrollo y evaluación de maquinaria agrícola, y pidió a Ringelmann propuestas para establecer un servicio oficial para la evaluación de la maquinaria agrícola; después de muchas vicisitudes este servicio se estableció en la calle Jenner de París y Ringelmann fue nombrado su director.
Cuando era posible el adaptó para el trabajo agrícola  instrumentos industriales en la medida en que era posible, pero también diseñó y construyó equipos originales, como  dinamómetros de tracción, dinamómetros rotacionales, perfilógrafos, etc. Apunte para determinar la eficacia de maquinaria agrícola, su economía, la calidad del trabajo actuó, etc. Movidos por sus amplios intereses pronto extendió su investigación incluyendo todas las  ramas de ingeniería rural: construcción, drenaje, riego, electrification, hydraulics.
En 1887, Ringelmann fue elegido miembro de la Académie d'Agricultura, y ese mismo año,  fue nombrado profesor  de mecánica e ingeniería rural en el École Nationale d'Agricultura en Grignon. En 1897,  sucedió a  Hervé Mangon como profesor de ingeniería rural en el Instituto Nacional Agronomique.  En 1902 llegó a ser profesor de ingeniería rural colonial en el École Nationale Supérieure d'Agricultura Coloniale en Nogent-sur-Marne.
Ringelmann Viajado viajó por Europa y América del Norte para observar aquellas áreas donde la mecanización de agricultura había progresado rápidamente. Así mismo viajó a las colonias de Francia—particularmente en África del norte—para estudiar los problemas especiales que suponía el clima local y la pre-tecnología industrial que utilziaban por los labradores nativos. Su pericia en ingeniería agrícola apreciada por inventores, industrialists y labradores.

### Escala de Ringelmann

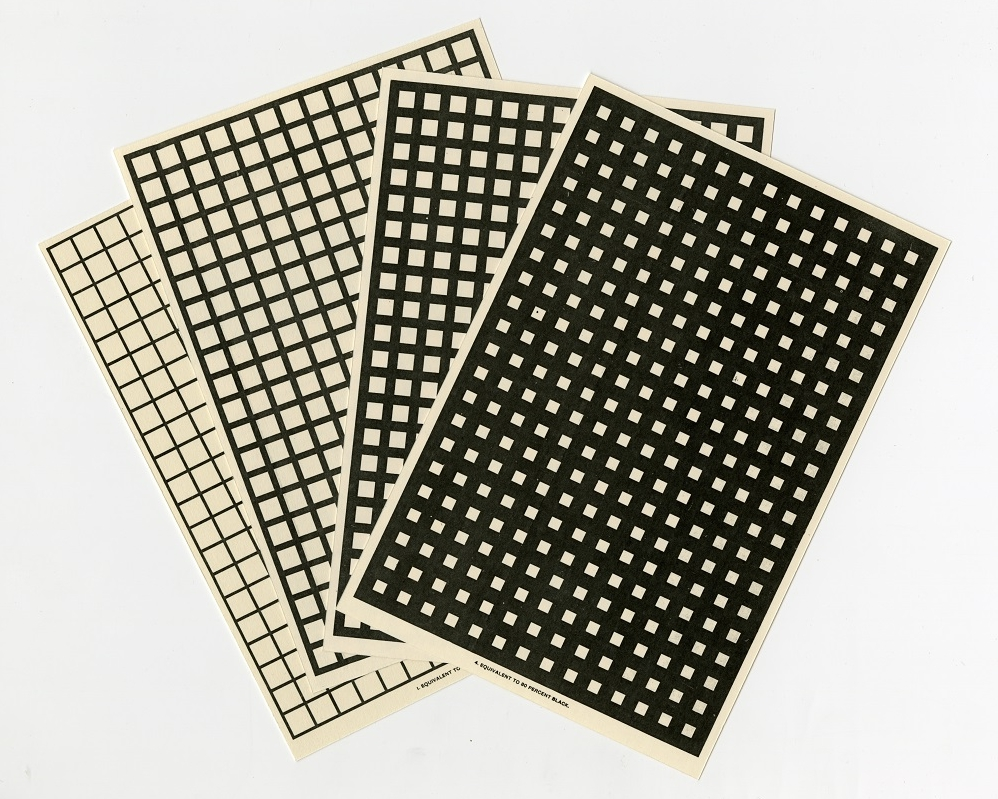
Ringelmann Gráficos de humo, 1897

En 1888 Ringelmann propuso cualificar la opacidad del humo producido en la combustión mediante la comparación visual con un conjunto de tarjetas en que estaban impresas una retícula de líneas negras de distinto grosor. Este procedimiento se ha extendido hasta el día de hoy y es conocido como escala de Ringelmann, con 6 valores ascentes de 1 a 6, que permiten cualificar el humo de menor a mayor opacidad del humo.
En 1897, tarjetas impresas con estas escalas estaban ya disponibles. En los Estados Unidos, varias ordenanzas municipales las utilizaron para prohibir la emisión de humo con una opacidad mayor que la escala 3. Este método todavía se utiliza, aunque más frecuentemente la comparación visual se sustituye mediante la utilización de aplicaciones informatícas

### Historia de Ingeniería Rural
Durante 1900-1905, Ringelmann escribió un monumental, estudio de cuatro volúmenes Essai sur l'Histoire du Génie Rural (Ensayo en la Historia de Ingeniería Rural), que trazo el progreso de la ingeniería rural desde la prehistoria a la Edad Moderna.

### Efecto Ringelmann
Ringelmann También identificó el que se llamó efecto Ringelmann, también conicido como "holgazonería social".  Llevó a cabo esta investigación  en la escuela agrícola de Magnífico-Jouan, entre 1882 y 1887, pero los resultados no fueron publicados hasta que 1913. Específicamente, Ringelmann tuvo su alumnado, individualmente y en grupos, atracción en una cuerda.  Note que el esfuerzo ejercido por un grupo era menos de la suma de los esfuerzos ejerció por el alumnado que actúa individualmente.

Vierte l'emploi de l'homme, comme d'allieurs des animaux de trait, le meilleure utilización est réalisée quand le moteur travaille seul : dès qu'en accouple deux ou plusieurs moteurs sur la même résistance, le travail utilisé de chacun d'eux, avec la même fatiga, diminue par suite du manque de simultanéité de leurs esfuerzos …
Cuándo se emplean hombres, o animales de tiro, el mejor uso mejor se consigue cuándo el "motor" trabaja solo: en cuanto se acoplan dos o más "motores" en la misma tarea, el trabajo realizado por cada uno de ellos, con el mismo nivel de esfuerzo, disminuye por la falta de simultaneidad de sus esfuerzos
Maximillien Ringelmann, Recherches sur les moteurs animés: Travail de l'homme

Este hallazgo es uno  de los descubrimientos más tempranos en la historia de Psicología Social, dejando Ringelmann para ser descrito por algunos como fundador de Psicología Social.